# Sensei de Marumaru Shicha Ikemasen!
Sensei de Marumaru Shicha Ikemasen! (先生で○○しちゃいけません!?  lit. ¡No puedes ○○ con las maestras!), también conocida como Don't XXX With Teachers! en inglés, es una serie de manga web japonés escrito e ilustrado por Sabu Musha. Se serializa en las plataformas en línea MangaONE y Ura Sunday de Shōgakukan desde el 30 de abril de 2019.

## Publicación
Escrito e ilustrado por Sabu Musha, Don't XXX With Teachers! comenzó la serialización en la plataforma en línea Manga ONE de Shōgakukan el 30 de abril de 2019; también debutó en Ura Sunday el 7 de mayo del mismo año. Shōgakukan ha recopilado sus capítulos individuales en volúmenes tankōbon. El primer volumen se publicó el 19 de marzo de 2020, y hasta el momento se han lanzado seis volúmenes.
La serie es publicada digitalmente en inglés por Comikey.
| Volúmenes de manga publicados | Volúmenes de manga publicados | Volúmenes de manga publicados |
| Número                        | Fecha de publicación          | ISBN                          |
| ----------------------------- | ----------------------------- | ----------------------------- |
| 1                             | 19 de marzo de 2020           | ISBN 9784098500444            |
| 2                             | 10 de julio de 2020           | ISBN 9784098501991            |
| 3                             | 18 de diciembre de 2020       | ISBN 9784098503636            |
| 4                             | 10 de junio de 2021           | ISBN 9784098505937            |
| 5                             | 17 de diciembre de 2021       | ISBN 9784098508402            |
| 6                             | 10 de agosto de 2022          | ISBN 9784098512317            |

## Otras lecturas
- «「一緒に性のお勉強しよ？」秘密を抱える美人養護教諭に教わる性教育コメディ». Da Vinci News (en japonés). Kadokawa Corporation. 1 de mayo de 2020. Consultado el 2 de octubre de 2022.
- «「先生で○○しちゃいけません！」今、本気で学べる性教育エロコメディを徹底追求。生徒に人気絶大な保健の先生は、思春期ならではの生徒の悩みにどう答えた？作者・武者サブ×現役養護教諭のコンドームソムリエAi対談 - コミックナタリー 特集・インタビュー». Natalie (en japonés). Natasha, Inc. 17 de diciembre de 2021. Consultado el 2 de octubre de 2022.